# Riina Sikkut
Riina Sikkut, född 12 januari 1983 är en estnisk politiker som tjänstgjorde som minister för ekonomi och infrastruktur i premiärminister Kaja Kallas andra ministär. Hon tjänstgjorde också som hälso- och arbetsminister i Jüri Ratas första kabinett. Hon svors in den 2 maj 2018, efter att den tidigare ministern Jevgeni Ossinovski hade lämnat platsen, och lämnade kontoret den 29 april 2019.
Sikkut svors in som hälsominister i Kaja Kallas tredje kabinett den 17 april 2023.